# Nikolai Nikolajewitsch Artamonow
Nikolai Nikolajewitsch Artamonow (russisch Николай Николаевич Артамонов, in englischer Transliteration Nikolaj Nikolajevich Artamonov; * 23. Novemberjul. / 6. Dezember 1906greg. in Moskau; † 2. März 1965) war ein sowjetischer Raketeningenieur.

## Leben
Ab Anfang der 1940 arbeitete Artamonow unter Walentin Petrowitsch Gluschko im Experimental-Konstruktionsbüro (OKB) an Raketenantrieben. Dort wurde er Leiter der Versuchsproduktion. 
Artamonow war einer der führenden Köpfe in der Entwicklung von Flüssigkeitsraketentriebwerken für die Trägerraketen Wostok, Woschod und Kosmos.

## Ehrungen
- 1945 wurde Artamonow mit dem Ehrenzeichen der Sowjetunion ausgezeichnet.[1]
- 1961 erhielt er den Leninorden.
- Im Jahre 1970 benannte die IAU den Mondkrater Artamonov offiziell nach Nikolai Nikolajewitsch Artamonow.[3][2]
- 1976 benannte die IAU eine östlich des Kraters Artamonov verlaufende Kraterkette ebenfalls nach Artamonow: Catena  Artamonov.[4]